# Josef Polišenský
Josef Vincent Polišenský (* 16. Dezember 1915 in Prostějov; † 11. Januar 2001 in Prag) war ein tschechischer Historiker.

## Leben
Josef Polišenský studierte Englisch und Geschichte von 1935 bis 1939 an der Philosophischen Fakultät der Karls-Universität. Obwohl er bereits 1939 seine Promotion abgab, erhielt er erst nach Beendigung des Zweiten Weltkrieges seinen Abschluss. Parallel dazu absolvierte er eine Ausbildung an der Staatlichen Archivschule, die er 1940 erfolgreich abschloss. Während des Krieges unterrichtete er an der Sekundarschule. 1947 habilitierte er in Geschichte und ab 1951 dozierte er an der Philosophischen Fakultät der Karls-Universität. Dort wurde  er 1957 auch zum Professor berufen.
Ende der 1960er war Polišenský einer der Gründer des Institutes für Lateinamerikastudien an der Karls-Universität, dessen Leiter er schließlich von 1967 bis 1981 war. In dieser Funktion unternahm er mehrere Forschungsreisen nach Uruguay, Brasilien, Kolumbien, Mexiko und Kuba. Außerdem war er als Gastdozent an ausländischen Universitäten wie der Universidad de Chile und der University of California, Berkeley.
Thematisch befasste sich Polišenský neben Themen Lateinamerikas hauptsächlich mit der frühneuzeitlichen Geschichte Mitteleuropas vom Dreißigjährigen Krieg bis zum 19. Jahrhundert und der tschechischen Landesgeschichte sowie Tschechiens Rolle in der europäischen Geschichte.
Seit 1967 war er auswärtiges Mitglied der Königlich Niederländischen Akademie der Wissenschaften.

## Werke (Auswahl)
- Kniha o bolesti a smutku. Výbor z moravských kronik 17. století (1948)
- Anglie a Bílá hora (1949)
- Nizozemská politika a Bílá hora (1957)
- Třicetiletá válka a český národ (1960)
- Opavský kongres roku 1820 a evropská politika let 1820–1822 (1962)
- Jan Amos Komenský (1963)
- Stručné dějiny Kuby. Předpoklady kubánské revoluce (1964)
- Komenský v Amsterodamu (1970)
- Třicetiletá válka a evropské krize 17. století (1970)
- Napoleon a srdce Evropy (1971)
- Dějiny Latinské Ameriky (1979)
- Dějiny Británie (1982)
- Česká touha cestovatelská: Cestopisy, deníky a listy ze 17. století (1989)
- Jan Jeník z Bratřic (1989)
- Tragic Triangle: The Netherlands, Spain And Bohemia 1617–1621 (1991)
- Úvod do studia dějin a kultury Španělska a Portugalska: Do přelomu 19. a 20. století (1994)
- Valdštejn: Ani císař, ani král (1995)
- Casanova a jeho svět (1997)
- Tisíciletá Praha očima cizinců (1999)
- Velké a malé ženy v dějinách lidstva (2000)
- Historik v měnícím se světě (2001)
- Dějiny Iberského poloostrova (do přelomu 19. a 20. století) (2002)